# 나가노현 제4구
나가노현 제4구(長野県 第4区)는 일본의 중의원 선거구이다. 1994년 공직선거법으로 신설되었다.

## 지역
- 오카야시
- 스와시
- 지노시
- 시오지리시
- 스와군
  - 시모스와정
  - 후지미정
  - 하라촌
- 기소군
  - 아게마쓰정
  - 나기소정
  - 기소촌
  - 오타키촌
  - 오쿠와촌
  - 기소정